# Çdo gjë është e mundur
Çdo gjë është e mundur är den albanska sångerskan Anita Bitris andra och sista studioalbum, släppt år 2004. Albumet släpptes 5 år efter hennes debutalbum Malli. 
På albumet har Bitri medverkat på samtliga spår som låtskrivare, samt på flertalet som kompositör. Samtliga av albumets spår är på albanska. Bitri började arbeta på albumet kort efter att hon släppt sitt första album 1999.

## Låtlista
| Nr  | Titel                  | Kompositör             | Kompositör/musik       | Längd |
| --- | ---------------------- | ---------------------- | ---------------------- | ----- |
| 1.  | Çdo gjë është e mundur | Anita Bitri            | James Avatar           | 4:03  |
| 2.  | Camon, camon           | Anita Bitri            | Anita Bitri            | 5:03  |
| 3.  | E lodhur nga ty        | Anita Bitri            | Anita Bitri            | 5:19  |
| 4.  | Nostalgjia             | Anita Bitri            | Anita Bitri            | 6:13  |
| 5.  | Mundem të kem          | Anita Bitri            | Chico Debarge          | 2:45  |
| 6.  | Për ty ëndërrojë       | Anita Bitri            |                        | 4:00  |
| 7.  | Bijës sime             | Anita Bitri            | Anita Bitri            | 4:17  |
| 8.  | Na jep bekimin         | Anita Bitri            | Anita Bitri            | 5:57  |
| 9.  | Ti s'je për mua        | Anita Bitri            | Anita Bitri            | 2:33  |
| 10. | Qesh, ti veç qesh      | Anita Bitri            | Anita Bitri            | 2:13  |
| 11. | E di se...             | Anita Bitri            | James Avatar           | 4:12  |
| 12. | Për sytë tu            | Anita Bitri            | Florent Boshnjaku      | 2:16  |
| 13. | Ti vetëm ti            | Anita Bitri            | Anita Bitri            |       |
| 14. | Corvette               | Anita Bitri & P. Gjoka | Anita Bitri & P. Gjoka | 4:45  |